# Нью-Карроллтон (Меріленд)
Нью-Карроллтон (англ. New Carrollton) — місто (англ. city) в США, в окрузі Графство принца Георга штату Меріленд. Населення — 13 715 осіб (2020).

## Географія
Нью-Карроллтон розташований за координатами 38°57′59″ пн. ш. 76°52′37″ зх. д. / 38.96639° пн. ш. 76.87694° зх. д. (38.966255, -76.876900).  За даними Бюро перепису населення США в 2010 році місто мало площу 3,96 км², уся площа — суходіл.

## Демографія
Згідно з переписом 2010 року, у місті мешкало 12 135 осіб у 3952 домогосподарствах у складі 2688 родин. Густота населення становила 3065 осіб/км².  Було 4256 помешкань (1075/км²).
Расовий склад населення:
| - 59,5 % — чорних або афроамериканців - 15,2 % — білих - 4,2 % — азіатів - 0,6 % — корінних американців - 17,8 % — осіб інших рас |

До двох чи більше рас належало 2,6 %. Частка іспаномовних становила 26,4 % від усіх жителів.
За віковим діапазоном населення розподілялося таким чином: 26,2 % — особи молодші 18 років, 65,6 % — особи у віці 18—64 років, 8,2 % — особи у віці 65 років та старші. Медіана віку мешканця становила 33,0 року. На 100 осіб жіночої статі у місті припадало 95,3 чоловіків;  на 100 жінок у віці від 18 років та старших — 90,8 чоловіків також старших 18 років.
Середній дохід на одне домашнє господарство  становив 73 706 доларів США (медіана — 57 665), а середній дохід на одну сім'ю — 78 977 доларів (медіана — 61 735). Медіана доходів становила 49 643 долари для чоловіків та 39 257 доларів для жінок. За межею бідності перебувало 10,6 % осіб, у тому числі 14,8 % дітей у віці до 18 років та 9,5 % осіб у віці 65 років та старших.
Цивільне працевлаштоване населення становило 5966 осіб. Основні галузі зайнятості: освіта, охорона здоров'я та соціальна допомога — 24,1 %, роздрібна торгівля — 13,8 %, науковці, спеціалісти, менеджери — 12,2 %.